# Modello (moda)

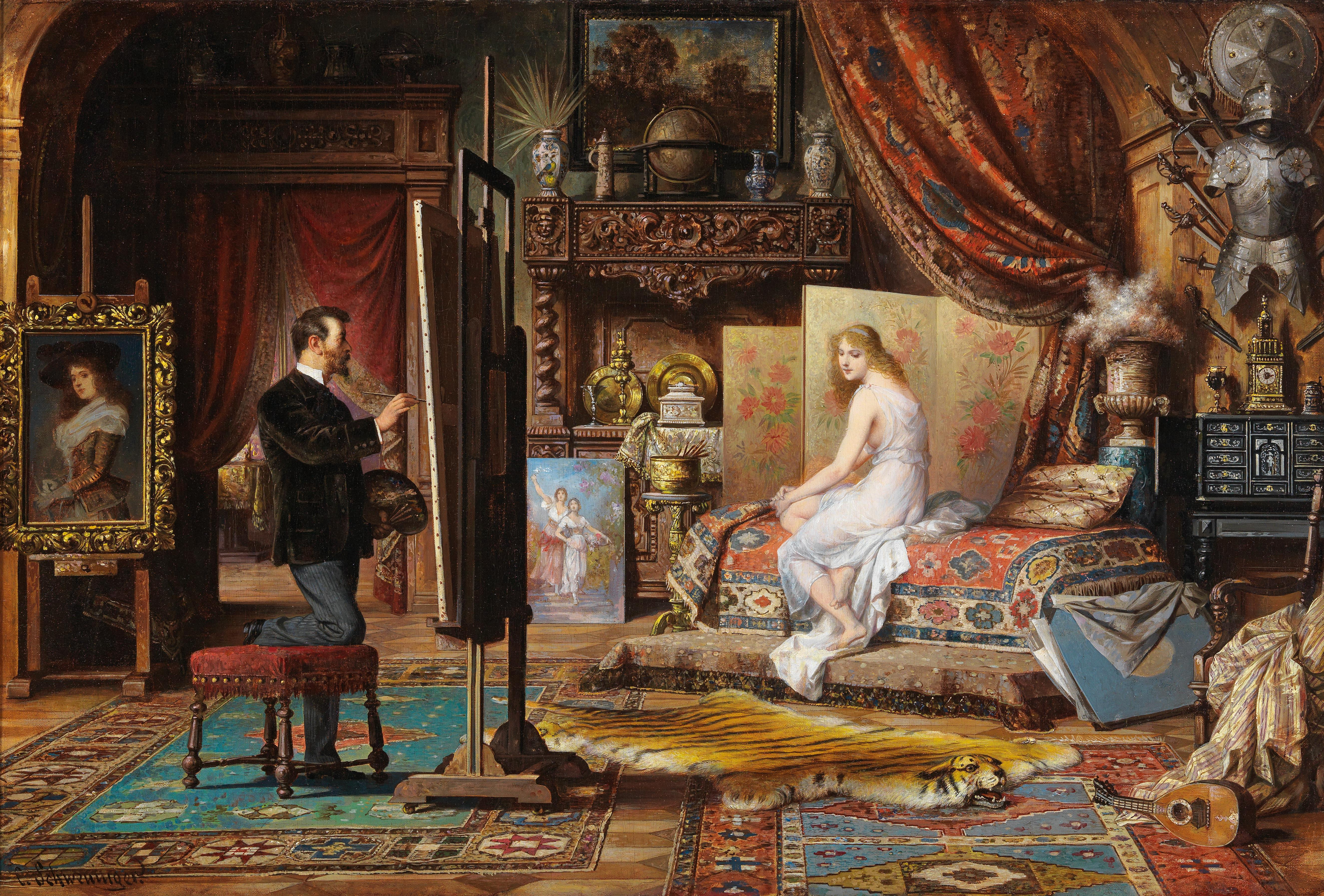
Modella in posa per un dipinto

Un modello (modella al femminile; detto anche indossatore o indossatrice o, con un francesismo, mannequin, "manichino") è una persona che sfila in specifiche occasioni per mostrare al pubblico abiti e accessori di moda; nel campo della fotografia è in uso anche il termine fotomodello o fotomodella.

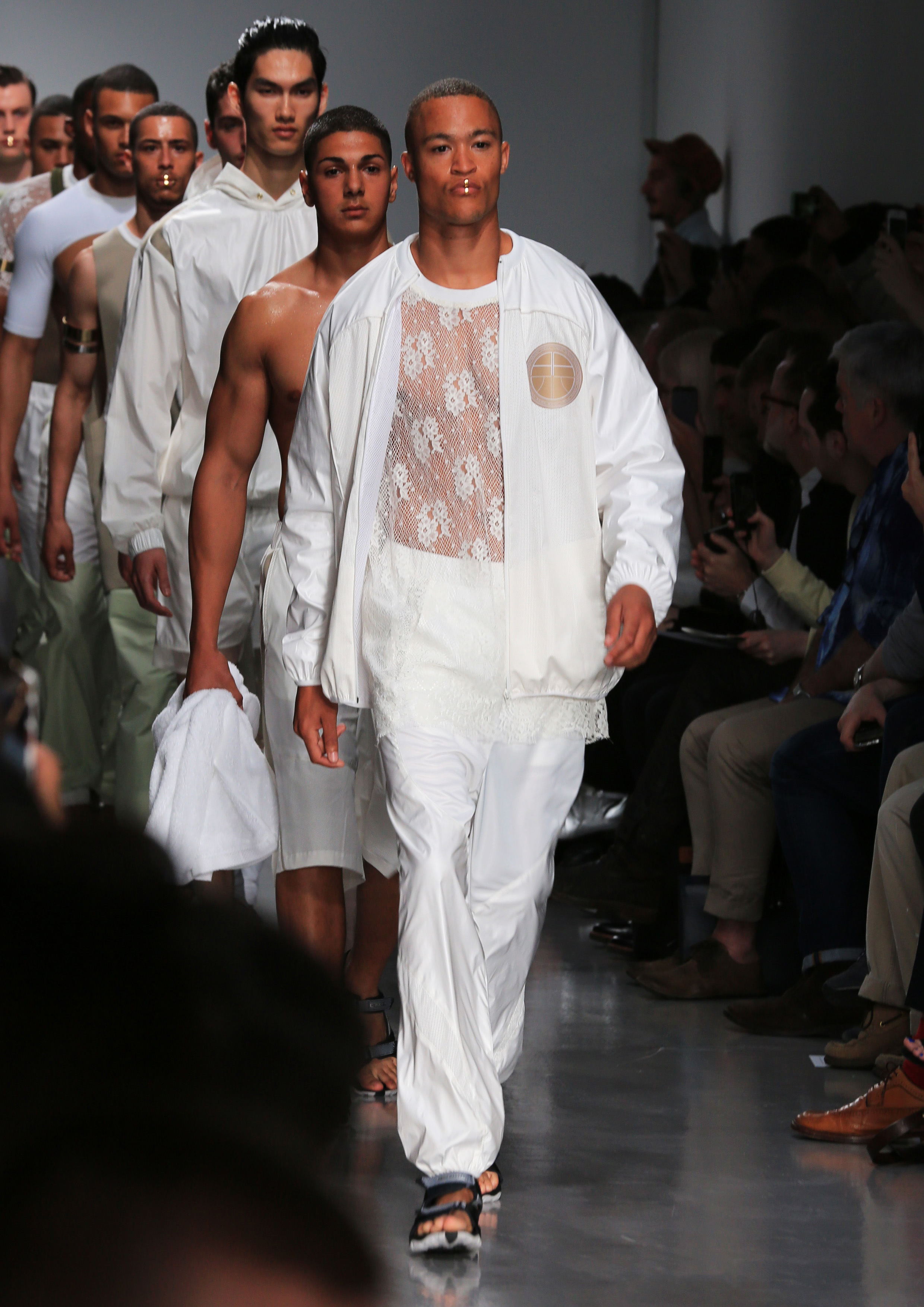
Modelli durante una sfilata

La professione di modella/o deve la sua formazione a Charles Frederick Worth, il quale, oltre essere il primo stilista a ideare abiti lavorando su persone fisiche, negli anni '60 del XIX secolo rivoluzionò l'industria della moda presentando una collezione su donne vere.

## Storia

### I primi anni
Nell'Europa del XIV secolo, la moda era stata mostrata in miniatura ai clienti (spesso reali) dalle bambole alla moda, prima che i vestiti fossero realizzati a misura d'uomo.
Il modello come professione fu fondata per la prima volta nel 1853 da Charles Frederick Worth, il "padre dell'alta moda", quando chiese a sua moglie, Marie Vernet Worth, di modellare gli abiti da lui disegnati. Il termine "house model" è stato coniato per descrivere questo tipo di lavoro. Alla fine, questa è diventata una pratica comune per le case di moda parigine. Non c'erano requisiti standard di misurazione fisica per un modello e la maggior parte dei designer usava donne di taglie diverse per dimostrare la varietà nei loro modelli.
Con lo sviluppo della fotografia di moda, la professione di modella si è espansa in tale settore. Le modelle rimasero abbastanza anonime e relativamente mal pagate fino alla fine degli anni '40, quando le prime tre top model del mondo, la britannica Barbara Goalen, l'italiana Bettina Graziani e la svedese Lisa Fonssagrives iniziarono a guadagnare somme molto elevate. Negli anni Quaranta e Cinquanta Graziani è stata la donna più fotografata in Francia e la regina incontrastata della couture, mentre Fonssagrives è apparsa su oltre 200 copertine di Vogue; il riconoscimento del suo nome ha portato all'importanza di Vogue nel plasmare le carriere delle modelle. Una delle modelle più popolari negli anni '40 era Jinx Falkenburg che veniva pagata 25 dollari l'ora, una grossa somma all'epoca; negli anni '50, anche Wilhelmina Cooper, Jean Patchett, Dovima, Dorian Leigh, Suzy Parker, Evelyn Tripp e Carmen Dell'Orefice hanno dominato la moda. Dorothea Church è stata tra le prime modelle nere del settore a ottenere riconoscimenti a Parigi, mentre Alla Ilchun, musa di Christian Dior, fu la prima modella asiatica di successo. Tuttavia, queste modelle erano sconosciute al di fuori della comunità della moda. Le misure di Wilhelmina Cooper erano 38"-24"-36" mentre le misure di Chanel Iman erano 32"-23"-33". Nel 1946, Ford Models è stata fondata da Eileen e Gerard Ford a New York, rendendola una delle agenzie di modelli più antiche del mondo.

### Gli anni '60 e l'inizio dell'industria
Negli anni '60, il mondo della moda iniziò a fondare agenzie di modelle. In tutta Europa, i servizi di segreteria hanno agito come agenti di modelli addebitando loro tariffe settimanali per i loro messaggi e prenotazioni. Per la maggior parte, i modelli erano responsabili della propria fatturazione. In Germania, gli agenti non potevano lavorare per una percentuale del guadagno di una persona, quindi si definivano segretari. Con l'eccezione di alcuni modelli che viaggiano a Parigi o New York, viaggiare era relativamente inaudito per un modello. La maggior parte dei modelli ha funzionato solo in un mercato a causa delle diverse leggi sul lavoro che regolano la professione in vari paesi. Negli anni '60, l'Italia aveva molte case di moda e riviste di moda ma aveva un disperato bisogno di modelli. Le agenzie italiane spesso costringevano le modelle a tornare in Italia senza visto di lavoro trattenendo la paga. Pagavano i loro modelli in contanti, i quali avrebbero dovuto nascondere agli agenti doganali. Non era raro che le modelle alloggiate in hotel come La Louisiana a Parigi o l'Arena a Milano venissero perquisite dalle loro stanze d'albergo dalla polizia in cerca di visti di lavoro. Si diceva che dietro i raid ci fossero agenzie concorrenti. Ciò ha portato molte agenzie a formare catene mondiali; per esempio, l'Agenzia Marilyn ha filiali a Parigi e New York.
Alla fine degli anni '60, Londra era considerata il miglior mercato d'Europa grazie al suo approccio più organizzato e innovativo alla moda. Fu durante questo periodo che i modelli iniziarono a diventare nomi familiari. Modelli come Jean Shrimpton, Tania Mallet, Celia Hammond, Twiggy e Penelope Tree hanno dominato la scena della moda londinese ed erano ben pagati, a differenza dei loro predecessori. Twiggy divenne The Face del '66 all'età di 16 anni.
Nel 1967, sette degli agenti di top model di Londra formarono l'Association of London Model Agents. La formazione di questa associazione ha contribuito a legittimare la professione di modello e ha cambiato l'industria della moda. Anche con un atteggiamento più professionale nei confronti della professione, ci si aspettava che le modelle si facessero i capelli e il trucco prima di arrivare alle riprese. Nel frattempo, le agenzie si sono prese la responsabilità del materiale promozionale e del marchio di una modella. Nello stesso anno, l'ex top model Wilhelmina Cooper ha aperto la sua agenzia di moda con suo marito chiamata Wilhelmina Models. Nel 1968, FM Agency e Models 1 furono istituite e rappresentarono i modelli in un modo simile a quello che fanno le agenzie in epoca moderna. Alla fine degli anni '60, le modelle venivano trattate meglio e guadagnavano salari migliori. Uno degli innovatori, Ford Models, è stata la prima agenzia ad anticipare i soldi che erano dovuti ai modelli e spesso permetteva ai modelli adolescenti, che non vivevano nel posto, di risiedere nella loro casa.

### Gli anni '70 e '80

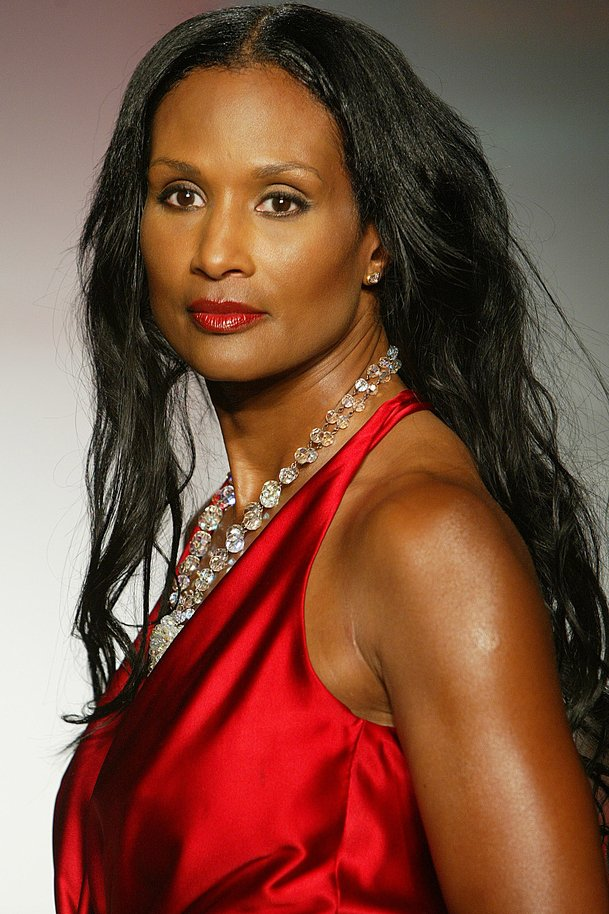
Beverly Johnson

Le innovazioni degli anni '60 confluirono nella scena della moda degli anni '70. Come risultato delle associazioni e degli standard dell'industria dei modelli, le agenzie di moda sono diventate più orientate agli affari e si è pensato più al materiale promozionale di un modello. A questo punto, le agenzie stavano iniziando a pagare per la pubblicità di un modello. All'inizio degli anni '70, la Scandinavia aveva molte modelle alte, con le gambe lunghe, dai capelli biondi e dagli occhi azzurri e non abbastanza clienti. È stato durante questo periodo che Ford Models ha aperto la strada allo scouting. Trascorrevano del tempo lavorando con le agenzie che organizzavano concorsi di moda. Questo è stato il precursore della Ford Models Supermodel of the World che è stata fondata nel 1980. Ford ha anche concentrato le proprie attenzioni sul Brasile che aveva una vasta gamma di modelli apparentemente "esotici", che alla fine hanno portato alla creazione di Ford Models Brazil. Fu anche durante questo periodo che debuttò lo Sports Illustrated Swimsuit Issue. La rivista ha stabilito una tendenza fotografando modelli californiani "più grandi e più sani" e stampando i loro nomi sulle foto, trasformando così molti di loro in nomi familiari e stabilendo la questione come un segno distintivo dello status di top model.
Gli anni '70 hanno segnato numerose pietre miliari nella moda. Beverly Johnson è stata la prima donna di colore ad apparire sulla copertina di Vogue USA nel 1974. Le modelle, tra cui Iman, Grace Jones, Pat Cleveland, Alva Chinn, Donyale Luna, Minah Bird, Naomi Sims e Toukie Smith erano alcune delle migliori modelle nere che hanno aperto la strada alle donne nere nella moda. Nel 1975, Margaux Hemingway ottenne un contratto da un milione di dollari senza precedenti come volto di Fabergé e lo stesso anno è apparso sulla copertina della rivista Time, etichettata come una delle "Nuove Bellezze", dando ulteriore riconoscimento del nome alle modelle.
Molte delle agenzie di modelle più importanti del mondo sono state fondate negli anni '70 e all'inizio degli anni '80. Queste agenzie hanno creato lo standard in base al quale le agenzie ora gestiscono. Nel 1974, Nevs Models è stata fondata a Londra con solo una tavola da uomo, la prima nel suo genere. Elite Models è stata fondata a Parigi nel 1975 così come Friday's Models in Giappone. L'anno successivo fu fondata a Singapore Cal-Carries, la prima di una catena di agenzie in Asia. Nel 1977, Select Model Management apre i battenti e Why Not Models a Milano. Negli anni '80 erano state fondate agenzie come Premier Model Management, Storm Models, Mikas, Marilyn e Metropolitan Models.
Nell'ottobre 1981, Life ha citato Shelley Hack, Lauren Hutton e Iman per Revlon, Margaux Hemingway per Fabergé, Karen Graham per Estée Lauder, Cristina Ferrare per Max Factor e Cheryl Tiegs per CoverGirl proclamandoli i "volti da un milione di dollari" dell'industria della bellezza. Queste modelle, che avevano negoziato accordi lucrativi ed esclusivi in precedenza inediti con gigantesche aziende di cosmetici, erano immediatamente riconoscibili e i loro nomi divennero ben noti al pubblico.
Patti Hansen, una delle modelle più redditizie nel 1980, guadagnava 200 dollari l'ora per la stampa e 2.000 dollari per la televisione più i residui; si stima che guadagnasse circa 300.000 dollari all'anno nel 1980. Era comune per le modelle viaggiare all'estero e lavorare in tutta Europa. Quando la moda è diventata globale, numerose agenzie hanno iniziato a pensare a livello globale. Nel 1980, Ford Models, l'innovatore dello scouting, ha introdotto il concorso Ford Models Supermodel of the World. Nello stesso anno, John Casablancas aprì Elite Models a New York. Nel 1981, le aziende di cosmetici iniziarono a contrarre le migliori modelle per lucrativi accordi di sponsorizzazione. Nel 1983, Elite ha sviluppato il proprio concorso intitolato Elite Model Look competition. A New York durante gli anni '80 c'erano le cosiddette "guerre dei modelli" in cui le agenzie Ford ed Elite si battevano per modelli e campagne. Le modelle si spostavano tra agenzie come Elite, Wilhelmina e Ford. A New York, la tendenza della fine degli anni '80 era il look da ragazzo in cui le modelle avevano i capelli corti e sembravano androgini. In Europa, la tendenza è stata esattamente l'opposto. Durante questo periodo, molte modelle americane considerate più femminili si trasferirono all'estero. Verso la metà degli anni '80, i capelli lunghi erano diventati popolari per alcuni gruppi musicali e l'aspetto da ragazzo era superato. I modelli sinuosi che erano stati popolari negli anni '50 e all'inizio degli anni '70 erano di nuovo di moda.

### Anni '90

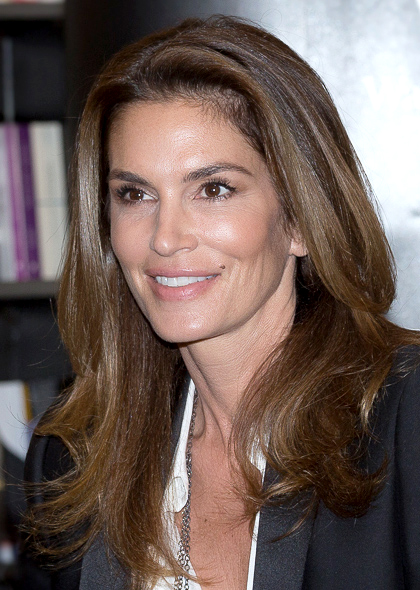
Cindy Crawford

I primi anni '90 sono stati dominati dai modelli di alta moda della fine degli anni '80. Nel 1990, Linda Evangelista disse a Vogue, "non ci svegliamo per meno di 10.000 dollari al giorno". Evangelista e i suoi contemporanei, Naomi Campbell, Cindy Crawford, Christy Turlington, Tatjana Patitz, Stephanie Seymour e Yasmeen Ghauri sono diventati probabilmente le modelle più riconoscibili al mondo, guadagnandosi il soprannome di "top model", e sono state spinte al riconoscimento globale e a nuove vette di ricchezza per l'industria. Nel 1991, Turlington ha firmato un contratto con Maybelline che le pagava 800.000 dollari per dodici giorni di lavoro all'anno.
Alla fine degli anni '90, l'era dell'eroina chic (uno stile reso popolare nella moda dei primi anni '90 da Gia Carangi e caratterizzato da pelle pallida, occhiaie, lineamenti emaciati, androginia e capelli ispidi, tutti tratti associati all'abuso di eroina o di altre droghe) aveva fatto il suo corso. L'abbigliamento ispirato agli adolescenti si è infiltrato nella moda mainstream, la musica pop per adolescenti era in aumento e artisti come Britney Spears, Aaliyah e Christina Aguilera hanno reso popolare la pelle e l'ombelico nudo. Poiché la moda è cambiata in una fascia demografica più giovanile, i modelli che sono diventati famosi hanno dovuto essere più sexy per l'era digitale. Dopo la svolta di Gisele Bündchen, un'ondata di modelle brasiliane tra cui Adriana Lima e Alessandra Ambrosio è diventato famoso sulle passerelle e popolare nella professione commerciale di modella negli anni 2000. Alcuni hanno legato questo aumento delle modelle brasiliane alla tendenza delle riviste con celebrità invece che modelli in copertina.

### Anni 2000 e successivi

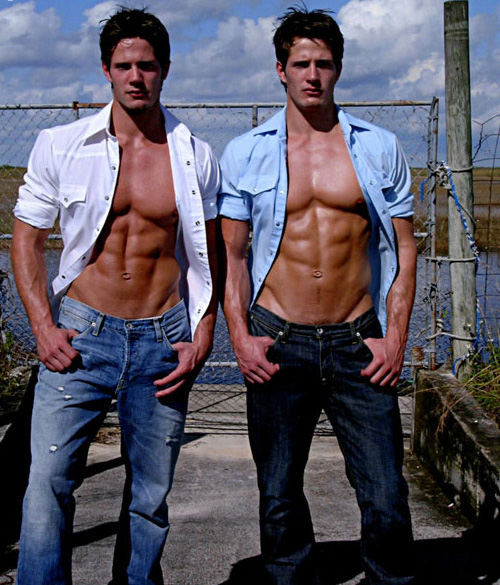
I due modelli Carlson Twins a un servizio fotografico nel 2006

Alla fine degli anni 2000, i brasiliani caddero in disgrazia sulle passerelle. I clienti editoriali preferivano modelli con un aspetto da bambola di porcellana o alieno, come Gemma Ward e Lily Cole. Durante gli anni 2000, Ford Models e NEXT Model Management sono state impegnate in una battaglia legale, con ciascuna agenzia che affermava che l'altra stava rubando i suoi modelli.
Tuttavia, la più grande controversia degli anni 2000 è stata la salute dei modelli di alta moda che partecipavano alla settimana della moda. Mentre la salute delle modelle era stata una preoccupazione sin dagli anni '70, c'erano diverse notizie di alto profilo sulla morte di giovani modelle a causa di disturbi alimentari e abuso di droghe. Il British Fashion Council ha successivamente chiesto ai designer di firmare un contratto affermando che non avrebbero utilizzato modelli di età inferiore ai sedici anni. Il 3 marzo 2012, Vogue ha bandito le modelle di età inferiore ai sedici anni e le modelle che sembravano avere un disturbo alimentare. Allo stesso modo, altri paesi hanno vietato i modelli malsani e minorenni, inclusa la Spagna, Italia e Israele, che hanno tutti emanato un requisito di indice di massa corporea minimo (BMI).
Nel 2013, New York ha rafforzato le sue tutele sul lavoro minorile per i modelli di età inferiore ai diciotto anni approvando il disegno di legge n. 5486 del Senato di New York, che offre ai modelli minorenni le stesse tutele sul lavoro offerte ai bambini attori. Le nuove protezioni chiave includevano quanto segue: i modelli minorenni non devono lavorare prima delle 17:00 o dopo le 22:00 nelle notti scolastiche, né devono lavorare dopo le 12:30 nelle notti non scolastiche; le modelle non possono tornare al lavoro meno di dodici ore dopo la partenza, un'infermiera pediatrica deve essere sul posto; le modelle sotto i sedici anni devono essere accompagnate da un adulto; i genitori o i tutori di modelli minorenni devono creare un conto di fondo fiduciario in cui i datori di lavoro trasferiranno almeno il 15% del modello bambino i guadagni lordi; i datori di lavoro devono riservare tempo e uno spazio dedicato all'istruzione educativa.

## Tipi

### Modelli in passerella (runway modelling)

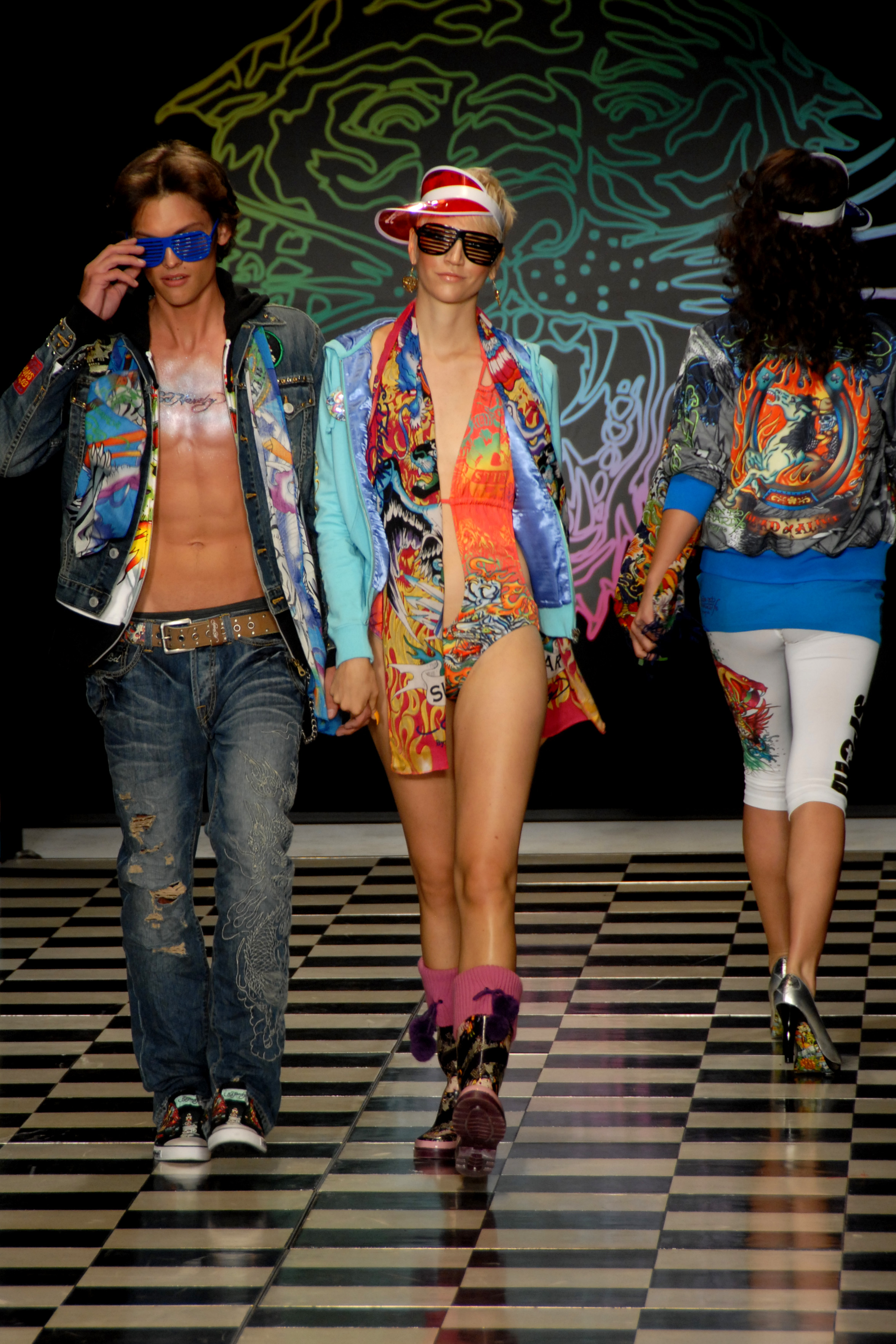
Modelli in passerella durante la Los Angeles Fashion Week, 2008

I criteri per i modelli di passerella includono determinati requisiti di altezza e peso. Durante le sfilate, le modelle devono cambiare costantemente vestiti e trucco. I modelli camminano, si girano e si alzano per dimostrare le caratteristiche chiave di un capo. I modelli vanno anche alle interviste (chiamate "go and sees") per presentare i loro portfoli. Più esperienza ha una modella, più è probabile che venga assunta per una sfilata di moda. Un modello da passerella può funzionare anche in altri settori, come le sfilate di moda dei grandi magazzini, e le modelle di maggior successo a volte creano le proprie linee di prodotti o iniziano a recitare.
La British Association of Model Agents (AMA) afferma che le modelle dovrebbero essere di circa 34"-24"-34" e alte tra 5 piedi 8 pollici (173 cm) e 5 piedi 11 pollici (180 cm). In media il modello è molto snello. Coloro che non soddisfano il requisito della taglia possono provare a diventare un modello plus size. Secondo il sito web di New York Better Business Career Services, le dimensioni preferite per un modello maschile sono un'altezza di 5 piedi Da 11 pollici (180 cm) a 6 piedi 2 pollici (188 cm), una vita di 26–32 pollici (66,04–81,28 cm) e una misura del torace di 39–40 pollici (99,06–101,60 cm). I modelli maschi da passerella sono particolarmente magri e ben tonici.
La forma spesso sottile di molti modelli di moda è stata criticata per aver deformato l'immagine corporea delle ragazze e incoraggiato i disturbi alimentari. Gli organizzatori di una sfilata di moda a Madrid nel settembre 2006 hanno respinto le modelle giudicate sottopeso dal personale medico presente. Nel febbraio 2007 una modella uruguaiana, Luisel Ramos, è morta per problemi cardiaci dovuti alla malnutrizione. Anche sua sorella Eliana Ramos era una modella ed era morta immediatamente dopo una sfilata diversi mesi prima. Sono stati tra le tre modelle a morire di malnutrizione in un arco di sei mesi. L'altra vittima era Ana Carolina Reston. Luisel Ramos è morta per insufficienza cardiaca causata da anoressia nervosa subito dopo essere scesa dalla passerella. Nel 2015, la Francia ha approvato una legge che richiede ai modelli di essere dichiarati sani da un medico per partecipare alle sfilate di moda. La legge richiede anche che le immagini ritoccate siano contrassegnate come tali nelle riviste.

### Modelli di riviste
La professione di modello include anche la posa per abbigliamento nelle riviste di moda.

#### Il Giappone e igravure idols
In Giappone ci sono diversi tipi di modelli di riviste di moda. I modelli esclusivi (専属モデル, senzoku moderu) sono modelli che appaiono regolarmente in una rivista di moda e lavorano esclusivamente per essa. D'altra parte, le modelle da strada, o "reader models" (読者モデル, dokusha moderu, abbreviato in "dokumo"), sono modelle amatoriali che lavorano part-time per le riviste di moda in concomitanza con il lavoro scolastico e i loro lavori principali. A differenza dei modelli professionisti, i modelli di strada hanno lo scopo di rappresentare la persona media in apparenza e non appaiono sulle passerelle. Anche le modelle di strada non sono esclusivamente appaltate a riviste di moda. Se un modello da strada è abbastanza popolare, alcuni di essi diventano modelli esclusivi. Molte icone della moda e musicisti in Giappone hanno iniziato la loro carriera come modelli di strada, tra cui Kaela Kimura e Kyary Pamyu Pamyu.
In Giappone, un gravure idol (グラビアアイドル, gurabia aidoru), spesso abbreviato in gradol (グラドル, guradoru), è una modella femminile che lavora principalmente per riviste, in particolare maschili, libri fotografici o DVD. È considerato parte dell'intera industria degli idol in Giappone. Gurabia (グラビア) è un termine Wasei-eigo derivato da rotogravure, che è un tipo di processo di stampa calcografica che un tempo era un punto fermo delle funzioni fotografiche dei giornali. Il processo di gravure è ancora utilizzato per la stampa commerciale di riviste, cartoline e imballaggi di prodotti in cartone.
I gravure idols appaiono in un'ampia gamma di stili e generi fotografici. Le loro foto sono in gran parte rivolte a un pubblico maschile con pose o attività intese a essere provocatorie o allusive, generalmente accentuate da un'aria di giocosità e innocenza piuttosto che da una sessualità aggressiva. Sebbene i gravure idols possano a volte indossare abiti che espongono la maggior parte del loro corpo, raramente appaiono completamente nudi. I Gravure idols possono avere un'età da pre-adolescente fino ai trent'anni. Oltre ad apparire nelle riviste tradizionali, i gravure idols spesso pubblicano i propri libri fotografici e DVD professionali per i loro fan. Molte idol femminili popolari in Giappone hanno iniziato la loro carriera iniziando come Gravure idols.

### Modellifitting
Un modello fit o fitting (in inglese fitting model) è una persona che viene utilizzata da uno stilista o un produttore di abbigliamento per verificare la vestibilità, il drappeggio e l'aspetto visivo di un disegno su un essere umano "reale", agendo efficacemente come un manichino dal vivo.

### Modelli glamour

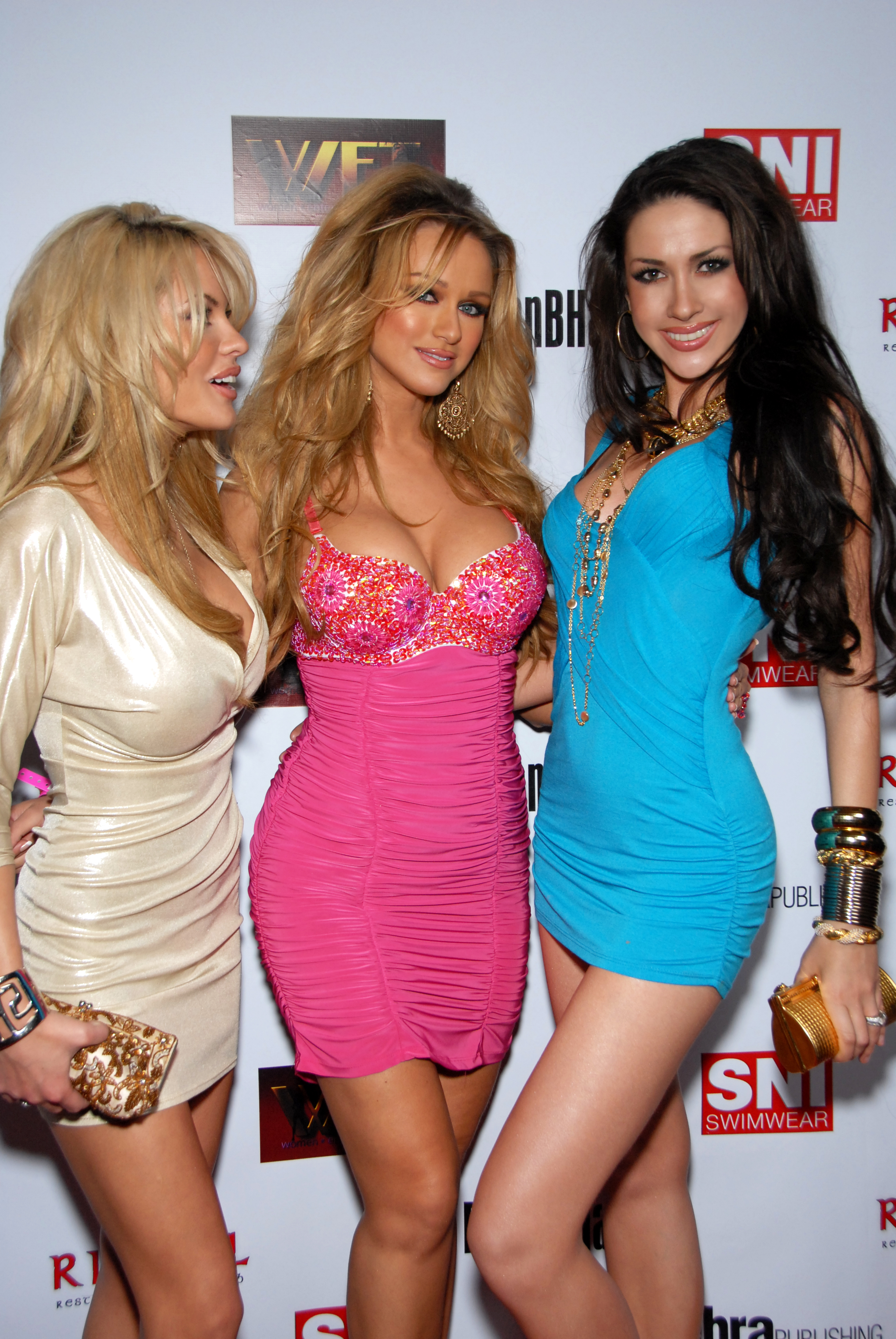
Modelle glamour in posa sul tappeto rosso - Hollywood, California

La moda del glamour si concentra sulla sessualità e quindi i requisiti generali spesso non sono chiari, poiché dipendono maggiormente da ogni singolo caso. Uno studio del 2014 che ha analizzato i profili dei modelli glamour ha stimato che i valori medi dei modelli femminili erano 1,68 m (altezza), 54 kg (peso) e 0,73 (rapporto vita-fianchi).
Non esiste uno standard del settore per la modella glamour e varia notevolmente in base al paese. Per la maggior parte, i modelli glamour si limitano a fare calendari, riviste maschili, come Playboy, modelli in bikini, modelli in lingerie, modelli fetish, video musicali e lavori extra nei film. Tuttavia, alcuni modelli glamour estremamente popolari passano alla moda con stampa commerciale, apparendo in campagne di costumi da bagno, bikini e lingerie.
L'Inghilterra ha creato il mercato delle modelle glamour quando The Sun ha fondato Page 3 nel 1969, una sezione nel loro giornale che presentava immagini sessualmente suggestive delle modelle Penthouse e Playboy. Dal 1970 i modelli sono apparsi in topless. Negli anni '80, i concorrenti di The Sun hanno seguito l'esempio e hanno prodotto le proprie sezioni. Fu durante questo periodo che i modelli glamour vennero alla ribalta per la prima volta con artisti del calibro di Samantha Fox. Di conseguenza, il Regno Unito ha un mercato glamour molto ampio e ha numerose agenzie di modelle glamour.
Non è stato fino agli anni '90 che è stata istituita la professione di modella glamour moderna. Durante questo periodo, l'industria della moda stava promuovendo modelli con donne dall'aspetto androgino, che hanno lasciato un vuoto. Diversi modelli, ritenuti troppo commerciali e sinuosi, erano frustrati dagli standard del settore e adottarono un approccio diverso. Modelli come Victoria Silvstedt hanno lasciato il mondo della moda e hanno iniziato a fare la modella per riviste maschili. Nei decenni precedenti, posare nude per Playboy ha portato le modelle a perdere le loro agenzie e sponsorizzazioni. Playboy è stato un trampolino di lancio che ha catapultato le carriere di Victoria Silvstedt, Pamela Anderson e Anna Nicole Smith. Pamela Anderson è diventata così popolare grazie alle sue pubblicazioni su Playboy che è stata in grado di ottenere ruoli in Home Improvement e Baywatch.
Con i modelli che sono diventati un appuntamento fisso nei tabloid britannici, modelli glamour come Jordan, ora noto come Katie Price, sono diventati nomi familiari. Nel 2004, i clienti abituali di Page 3 guadagnavano da £ 30.000 a 40.000, dove lo stipendio medio di un modello non di Page 3, a partire dal 2011, era compreso tra £ 10.000 e 20.000. All'inizio degli anni 2000, modelle glamour e aspiranti modelle glamour sono apparse in reality show televisivi come il Grande Fratello per guadagnare fama. Diversi ex concorrenti delle varie stagioni del Grande Fratello hanno sfruttato i loro quindici minuti di fama in carriere di successo da modella glamour. Tuttavia, il mercato del glamour è diventato saturo a metà degli anni 2000 e numerose riviste maschili tra cui Arena, Stuff e FHM negli Stati Uniti sono fallite. Durante questo periodo, c'era una tendenza crescente di modelle glamour, tra cui Kellie Acreman e Lauren Pope, che diventavano DJ per integrare le loro entrate. In un'intervista del 2012, Keeley Hazell ha affermato che andare in topless non è il modo migliore per raggiungere il successo e che "[lei] è stata fortunata ad essere in quell'1% di persone che lo ottengono e hanno davvero successo".

### Modelli d'arte
I modelli d'arte posano per qualsiasi artista visivo come parte del processo creativo. Sono spesso professionisti pagati che forniscono un riferimento o un'ispirazione per un'opera d'arte che include la figura umana. Sebbene i motivi commerciali dominino sull'estetica nell'illustrazione, le sue opere d'arte utilizzano comunemente modelli. Sono più frequentemente impiegati per le lezioni d'arte o da gruppi informali di artisti esperti che si riuniscono per condividere le spese di un modello.

### Modelli di età avanzata
Alcune agenzie di moda nel mondo reclutano modelli e modelle in età avanzata.

### Modelli alternativi
Un modello alternativo è qualsiasi modello che non rientra nei tipi di modello convenzionali e può includere modelli punk, goth, fetish, e tatuati o modelli con attributi distintivi. Questo tipo di modello è solitamente un incrocio tra il glamour e l'arte. Editori come Goliath Books in Germania hanno introdotto modelli alternativi e fotografie punk a un pubblico più ampio. Billi Gordon, allora conosciuto come Wilbert Anthony Gordon, ha ispirato un'industria artigianale, inclusi biglietti di auguri, magliette, ventagli, cancelleria, sacchetti regalo, ecc.

### Part models
Alcuni modelli sono impiegati per le loro parti del corpo. Ad esempio, i modelli per le mani possono essere utilizzati per promuovere i prodotti tenuti nelle mani e i prodotti correlati alle unghie. (es. anelli, altri gioielli o smalti per unghie). Fanno spesso parte di spot televisivi. Molti part models hanno parti del corpo eccezionalmente attraenti, ma c'è anche richiesta di parti del corpo poco attraenti o dall'aspetto insolito per campagne particolari.
Le mani sono le parti del corpo più richieste. Anche i modelli per piedi sono molto richiesti, in particolare quelli che si adattano a scarpe di dimensioni campione. I modelli riescono anche a esporre altre parti specifiche tra cui addominali, braccia, schiena, busto o petto, gambe e labbra. Alcune modelle Petite (donne che misurano meno di 1,68 m (5 piedi e 6 pollici) e non si qualificano come modelle) hanno riscontrato successo nell'esposizione di parti del corpo femminile.
Le divisioni dei part models possono essere trovate presso le agenzie di tutto il mondo. Diverse agenzie rappresentano esclusivamente part models, tra cui Hired Hands a Londra, Body Parts Models a Los Angeles, Carmen Hand Model Management a New York e Parts Models a New York. Parts Models è la più grande agenzia di part models con oltre 300 modelli.

### Per eventi promozionali
Un modello per evento promozionale è un modello assunto per guidare la domanda dei consumatori per un prodotto, servizio, marchio o concetto interagendo direttamente con i potenziali consumatori. La stragrande maggioranza dei modelli promozionali tende ad essere attraente nell'aspetto fisico. Servono a fornire informazioni sul prodotto o servizio e renderlo attraente per i consumatori.

#### Spokesmodel[75][76]
Spokesmodel è un termine utilizzato per un modello che viene impiegato per essere associato a un marchio specifico negli annunci pubblicitari. Un testimonial può essere una celebrità utilizzata solo nelle pubblicità (in contrasto con un ambasciatore del marchio che dovrebbe anche rappresentare l'azienda in vari eventi), ma più spesso il termine si riferisce a un modello che non è una celebrità a sé stante. Un classico esempio di testimonial sono i modelli assunti per essere il Marlboro Man tra il 1954 e il 1999.

#### Modelli per fiere[77][78]
I modelli per fiere lavorano in uno spazio o in uno stand di una fiera e rappresentano un'azienda per i partecipanti. I modelli per fiere in genere non sono dipendenti regolari dell'azienda, ma sono liberi professionisti assunti dall'azienda che affitta lo spazio dello stand. Vengono assunti per diversi motivi: i modelli per fiere possono rendere lo stand di un'azienda più visibilmente distinguibile dalle centinaia di altri stand con cui compete per l'attenzione dei partecipanti. Sono articolati e imparano rapidamente e spiegano o diffondono informazioni sull'azienda e sui suoi prodotti e servizi.

#### Modelli d'atmosfera[79]

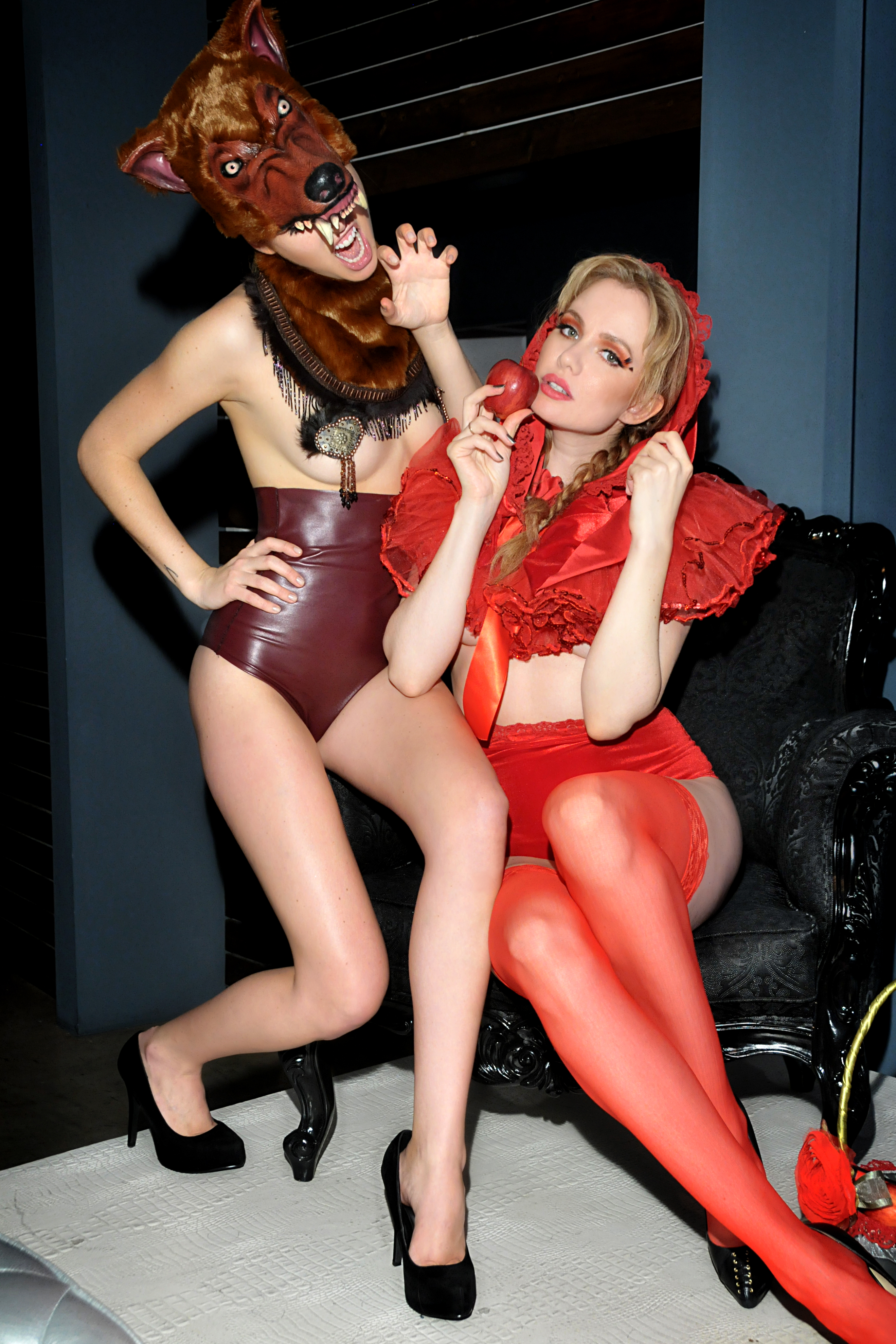
Modelle d'atmosfera a una festa in costume

I modelli di atmosfera (atmosphere models) vengono assunti dai produttori di eventi a tema per migliorare l'atmosfera del loro evento. Di solito sono vestiti con costumi che esemplificano il tema dell'evento e sono spesso posizionati strategicamente in vari luoghi intorno alla sede. È normale che gli ospiti dell'evento si facciano fotografare con modelli di atmosfera.

#### Modelli da podio

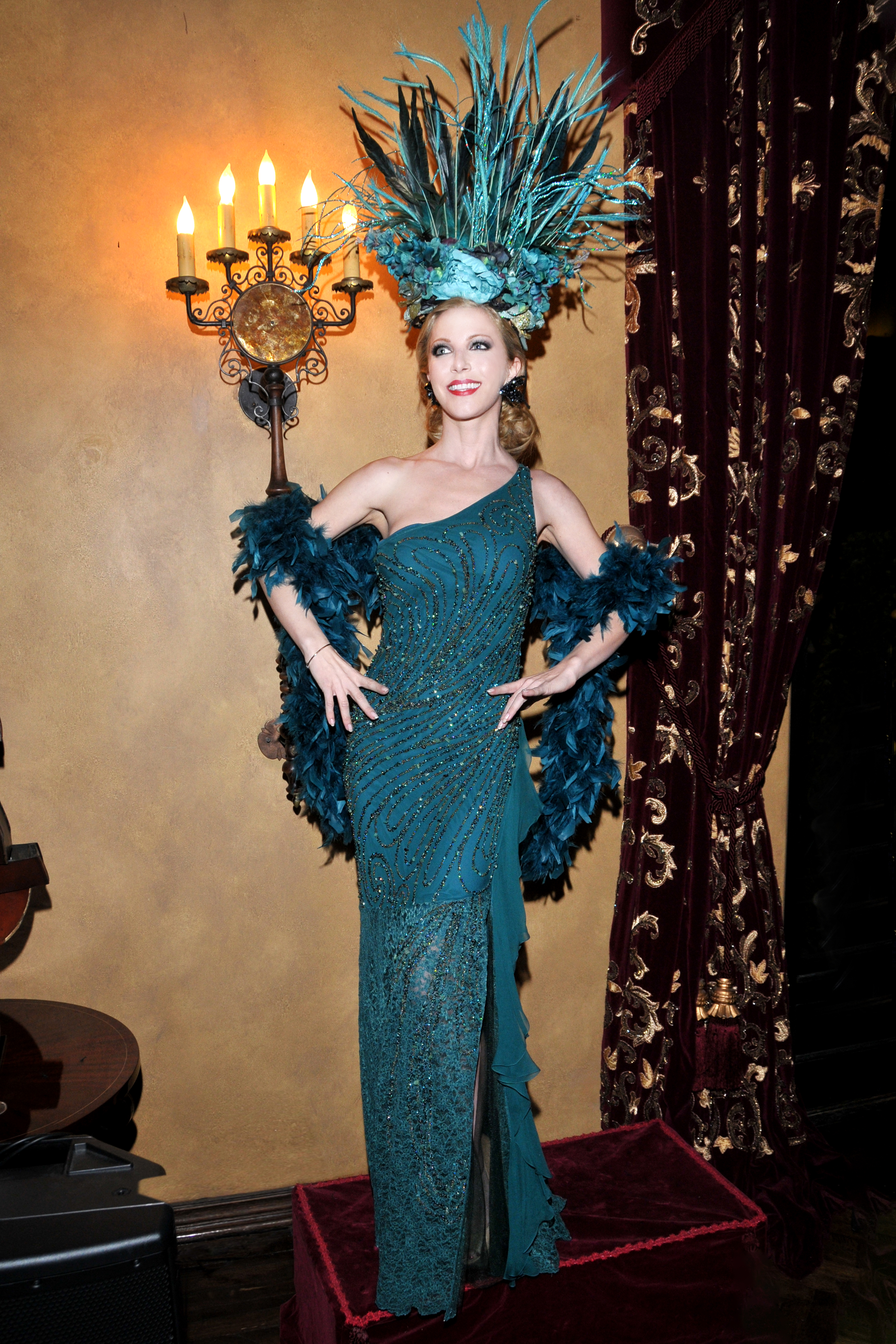
Modella da podio con un abito di Sue Wong

I modelli da podio (podium models) differiscono dai modelli da passerella in quanto non camminano lungo una pista, ma si limitano a stare su una piattaforma rialzata. Assomigliano a manichini dal vivo collocati in vari luoghi durante un evento. I partecipanti possono avvicinarsi alle modelle e ispezionare e persino toccare i vestiti. Risulta un modo pratico alternativo per presentare una sfilata di moda quando lo spazio è troppo limitato per avere una sfilata di moda completa.

## Caratteristiche fisiche peculiari

### Taglie forti

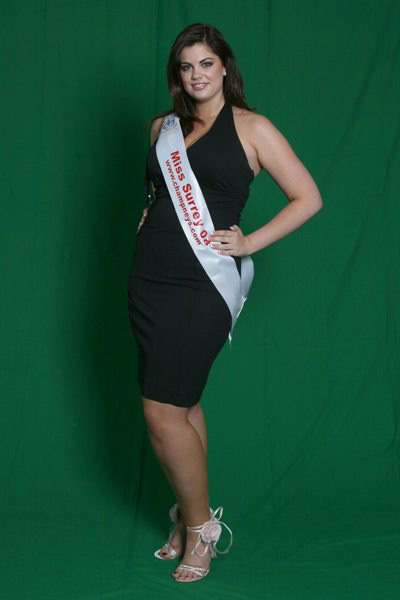
Chloe Marshall, una taglia 16, è considerata una modella plus size

I modelli taglie forti sono modelli che generalmente hanno misure più grandi rispetto ai modelli che lavorano nell'editoria. L'uso principale dei modelli plus size è quello di apparire in pubblicità e sfilate per etichette plus size. Le modelle taglie forti sono anche impegnate in lavori non strettamente correlati alla vendita di capi di abbigliamento di grandi dimensioni, ad esempio fotografie d'archivio e fotografie pubblicitarie per cosmetici, prodotti per la casa e farmaceutici e occhiali da sole, calzature e orologi. Pertanto, le modelle taglie forti non indossano esclusivamente capi commercializzati come capi taglie forti. Alcuni modelli taglie forti sono apparsi in sfilate e campagne per rivenditori e designer mainstream come Gucci, Guess, Jean-Paul Gaultier, Levi's e Versace Jeans.

### Dimensioni normali
Conosciuti anche come "modelli intermedi" ("in-between" e "middle models"), non sono né considerati taglia da catalogo (0–2) né taglie forti (da 10 in su). Ci sono critiche sul fatto che questi modelli siano stati lasciati fuori dalla conversazione perché le aziende di moda e i marchi scelgono di utilizzare gli estremi dello spettro.

### Modellipetite
I modelli petite sono modelli che soddisfano i requisiti di altezza tipici che ci si aspetta dai modelli. I modelli petite in genere funzionano più spesso nella moda commerciale e di stampa (piuttosto che nella moda in passerella)
L'altezza dei modelli è in genere superiore a 5 piedi e 9 pollici (1,75 m) per le donne e superiore a 6 piedi e 2 pollici (1,88 m) per gli uomini. I modelli di altezza come 5 piedi e 5 pollici (1,65 m) rientrano nella categoria dei modelli petite.
I modelli petite in genere indossano scarpe perché i loro piedi sono di dimensioni più comuni rispetto al modello medio.

### Modelli di fitness

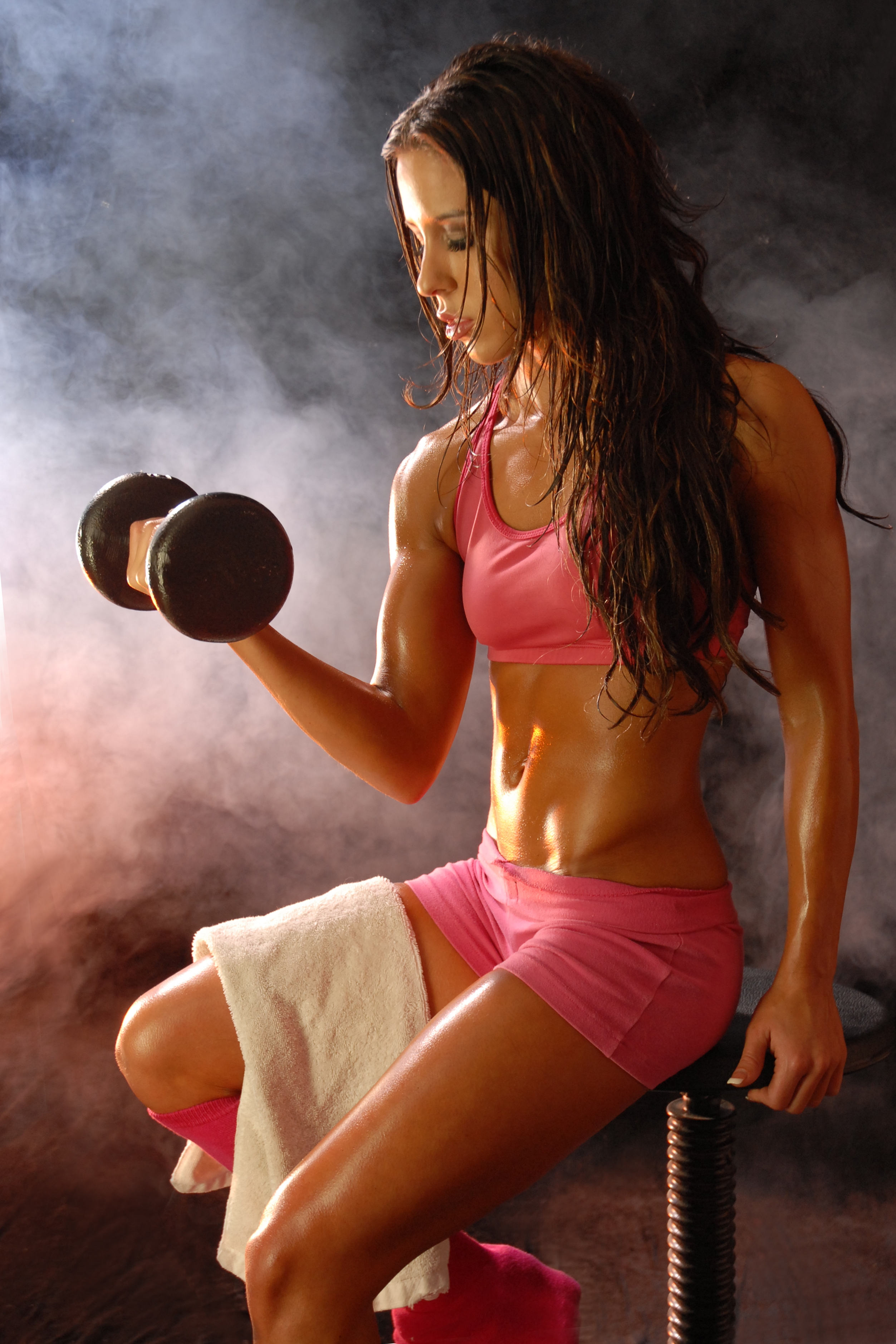
Modella di fitness in posa con il manubrio

La moda fitness si concentra sulla visualizzazione di un fisico sano e tonico. I modelli di fitness di solito hanno gruppi muscolari definiti. Il peso corporeo del modello è maggiore a causa dei muscoli che pesano più del grasso; hanno però una percentuale di grasso corporeo inferiore perché i muscoli sono tonificati e scolpiti. I modelli di fitness sono spesso utilizzati nella pubblicità su riviste; in alcuni casi possono anche essere personal fitness trainer certificati. Tuttavia, altri modelli di fitness sono anche atleti e competono come professionisti in gare di fitness. Ci sono diverse agenzie in grandi mercati come New York, Londra e Germania che hanno agenzie di modelli di fitness. Sebbene esista un ampio mercato per questi modelli, la maggior parte di queste agenzie è un'agenzia secondaria che promuove modelli che in genere guadagnano il loro reddito principale come modelli commerciali. Ci sono anche riviste che si occupano di modellare specificamente il fitness o di mettersi in forma.

## Ruoli sociali

### Modelli neri
L'arrivo delle donne di colore come modella iniziò nell'America del primo dopoguerra. È iniziato in particolare dalla necessità degli inserzionisti e dall'ascesa delle riviste di fotografia nera. Le donne che hanno avanzato in tali carriere erano quelle in un sistema della classe media che enfatizzava il valore conservatore del matrimonio, della maternità e della famiglia. Originariamente intitolato il modello "Brownskin", le donne di colore hanno perfezionato le realtà sociali, sessuali e razziali confinate nelle aspettative di genere del mondo dei modelli. C'era un profondo bisogno che le donne di colore partecipassero al processo pubblicitario per il nuovo "Negro Market". Con l'aiuto di Branford Models, la prima agenzia nera, il 1946 segnò l'inizio dell'era della professione di modella nera. Branford Models' è stato in grado di "rovesciare le barriere che devono affrontare gli afroamericani nel primo dopoguerra" soprattutto revocando almeno una libertà economica. In quest'America del dopoguerra, la richiesta di tale presenza nelle riviste avanzava "come palcoscenico per i modelli per mostrare beni di consumo" mentre aiutava "a costruire un nuovo discorso visivo dell'Africa africana della classe media urbana".
Sebbene rappresentassero la diversità, una grande lacuna nell'industria della moda, è stato solo fino agli anni '70 che le modelle nere hanno avuto una presenza sostanziale nel mondo della moda. Conosciuto come il movimento "Black is Beautiful", gli anni '70 sono diventati l'era del modello nero. Con la crescente privazione dei diritti civili e la disuguaglianza razziale, gli Stati Uniti hanno riconosciuto l'urgenza di aprire le "porte di accesso sociale e visibilità ai neri americani". Il mondo della moda è stata la porta del cambiamento sociale. "Il mondo della moda era considerato allo stesso modo un luogo in cui la cultura poteva trovare segni di progresso razziale. Le espressioni di bellezza e glamour erano importanti. Le buone relazioni razziali richiedevano di prendere nota di chi vendeva rossetti e minigonne da donna, il che significava che gli inserzionisti iniziavano a cercare modelli neri". I modelli neri erano considerati il veicolo del cambiamento sociale. Le agenzie stavano iniziando a esplorare le modelle nere e a concentrarsi anche sul cambiamento sociale a cui stavano contribuendo. Life Magazine nell'ottobre 1969, ha trattato il loro numero con Naomi Sims, una delle modelle nere più influenti del settore. La sua ascesa alla fama l'ha portata a lavori su riviste internazionali e progetti individuali con designer di tutto il mondo. Nel numero di Life Magazine, Black Beauty, una nuova agenzia che rappresentava le modelle nere, aveva una diffusione nella rivista che presentava 39 modelle nere. Ciascuno dei modelli aveva le proprie caratteristiche uniche, consentendo all'espressione nera di progredire attraverso questa storica diffusione della rivista.

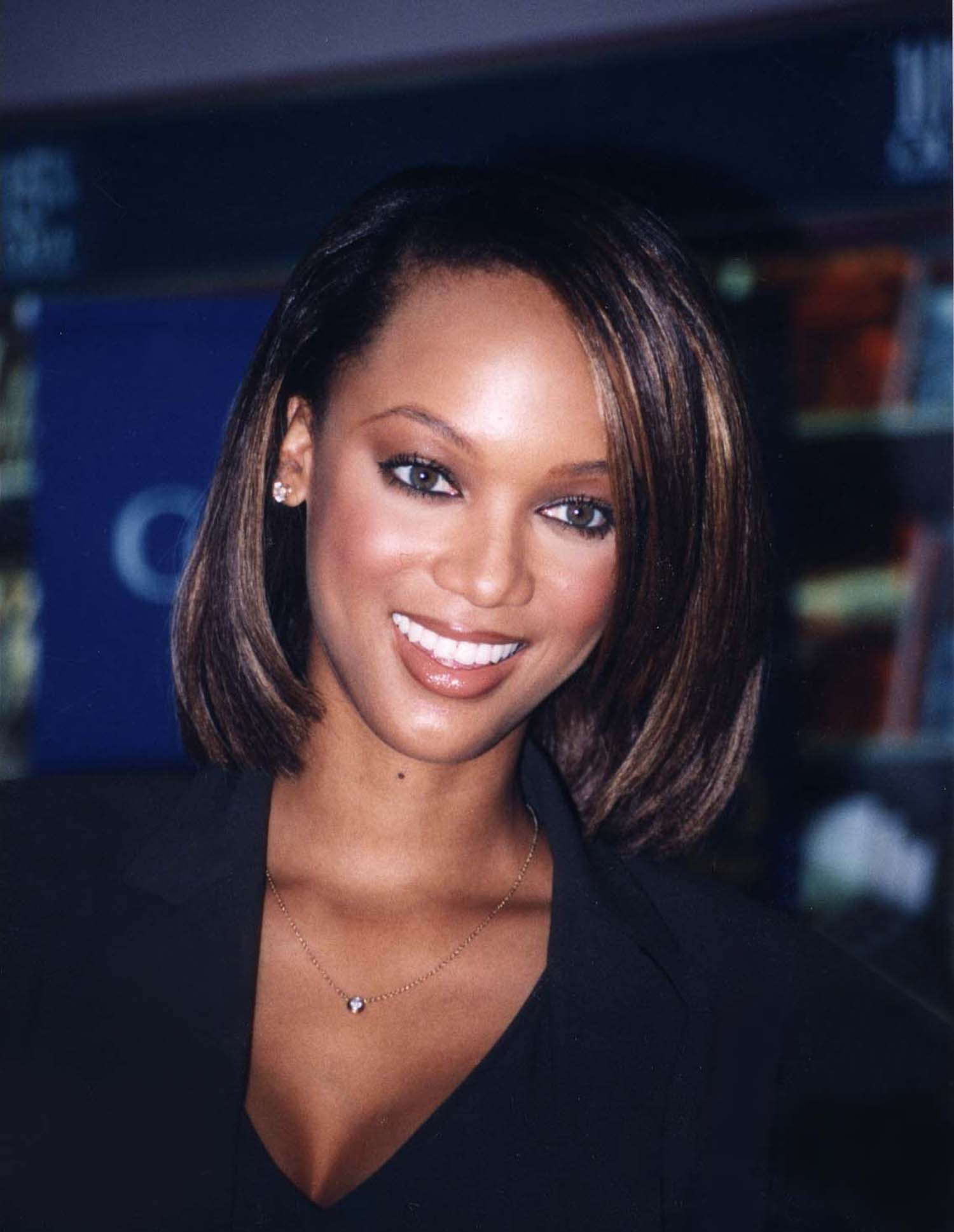
Tyra Banks

Con la presenza del movimento sia nelle riviste che in passerella, i designer hanno iniziato a rendersi conto della necessità di includere modelli neri sulle loro passerelle e pubblicità. Eleanor Lambert, creatrice della Fashion Week, ha organizzato una cena e una raccolta fondi per aumentare la visibilità della moda americana e restaurare la reggia di Versailles. Cinque stilisti francesi e cinque americani si sono dati battaglia in passerella, sfoggiando la moda, e per gli americani anche modelli neri. Oscar de la Renta ha dichiarato che "sono state le modelle nere a fare la differenza". Pat Cleveland, Bethann Hardiason, Billie Blair, Jennifer Brice, Alva Chinn e Ramona Saunders, sono state tra le tante modelle nere che hanno aiutato il Team America a vincere e sbalordire la competizione francese. Questa competizione ha reso il modello nero un fenomeno mondiale. I francesi stavano iniziando ad accogliere la diversità in passerella e nella loro pubblicità. Con il riconoscimento che Versaillies aveva dato, la presenza nera nel mondo della modellistica si è svolta negli anni '80 e '90. I modelli erano ora conosciuti per nome e per la pubblicità che arrivava con i designer per cui stavano modellando. Con l'ascesa della top model, modelle come Naomi Campbell e Tyra Banks hanno aperto la strada al successo nero.
Entro la metà degli anni '90, la presenza dei neri nel mondo della moda era drasticamente diminuita. I designer hanno iniziato a favorire un'estetica coerente e hanno scelto modelli bianchi più magri. Questa realtà è stata spianata da modelle come Kate Moss e Stella Tennant che hanno fornito un look più coerente per la passerella. In questo momento, "il numero di modelle nere che lavorano nella presentazione di passerelle di alto profilo... è diventato così terribile che hanno iniziato ad apparire storie sui media mainstream sull'imbiancatura della passerella". In risposta, modelli come Campbell, Iman e Bethann Hardison, hanno unito le forze in tutta la "Diversity Coalition" nel tentativo di "chiamare e accusare importanti case di moda per aver snobbato i modelli neri e asiatici in passerella, pubblicazioni editoriali e campagne”. La mancanza di rappresentanza era, in parte, dovuta alla convinzione che "le ragazze di colore non spingono i prodotti", che "incoraggiava le persone che lavorano direttamente e indirettamente nel settore a denunciare le ingiustizie che si verificano al suo interno ". Negli anni '90, era abbastanza chiaro che i migliori designer preferivano semplicemente una nuova estetica che escludesse i modelli di colore, il che portava solo il 6% delle modelle in passerella a essere donne di colore. La missione principale della Campbell's Diversity Coalition era "accelerare l'inclusione sulla passerella richiamando deliberatamente i designer che hanno compiuto atti di razzismo sulla passerella". Secondo Campbell, è stata una loro scelta non includere modelli neri sulla passerella e desiderare una passerella in uniforme che si traducesse in un atto razzista. Nonostante uno sforzo così drammatico per escludere la presenza nera dal mondo della moda, modelli come Tyra Banks e Veronica Webb hanno persistito. Banks non solo ha dominato le passerelle da adolescente, ma ha conquistato innumerevoli piattaforme di cultura pop. Essendo la prima modella nera a coprire Sports Illustrated, Banks è stata una delle modelle più importanti nei primi anni 2000. Covering Sports Illustrated, Elle, Essence, Vogue e passeggiate per Chanel, Chrisitan Diore Claude Motnanta, Banks stava davvero dominando il mondo della moda. Inoltre, ha recitato in Fresh Prince of Bel Air e ha creato il suo reality show chiamato America's Next Top Model. Modelle come Joan Smalls, Winne Harlow, Slick Woods, Jasmine Sanders e altri stanno continuando la lotta per la presenza dei neri nel mondo della moda e usando i loro successori come ispirazione.

### Modelle con disabilità
Alcune agenzie di moda ingaggiano modelli e modelle con disabilità fisica o psichica..
Madeline Stuart (Brisbane, 13 novembre 1996), modella australiana con sindrome di Down, è stata descritta come la prima modella professionista al mondo con tale sindrome. È apparsa sulla passerella della settimana della moda di New York e ha anche sfilato per la settimana della moda di Parigi, la settimana della moda di Londra, Runway Dubai, la settimana della moda russa, la settimana della moda Mercedes Benz in Cina e molte altre.

### Modelli di Instagram
I modelli di Instagram sono diventati popolari grazie all'uso diffuso dei social media. Sono modelli che ottengono il loro successo grazie al gran numero di follower che hanno su Instagram e altri social media.
Non devono essere confusi con modelli affermati come Cara Delevingne e Gigi Hadid, che usano Instagram per promuovere le loro tradizionali carriere di modella, anche se alcuni modelli, come la modella di Playboy Lindsey Pelas, iniziano la loro carriera di modella in modo convenzionale e successivamente diventano modelli di Instagram.
Alcuni modelli usano il successo di Instagram per sviluppare le loro carriere, come Rosie Roff che ha lavorato come modella prima di essere scoperta tramite Instagram e ottenere lavoro come ring girl nella boxe americana (una donna che entra sul ring tra i round di uno sport da combattimento, portando un cartello che mostra il numero del round imminente).
In alcuni casi, Instagram fornisce ai modelli non affermati una piattaforma per attirare l'attenzione di agenzie e talent scout.

## Guadagni e dati demografici
Secondo il Bureau of Labor Statistics, il guadagno medio per un modello negli Stati Uniti è di 28.000 dollari all'anno. Nel 2021 c'erano circa 2.700 uomini e donne che lavorano come modelli a tempo pieno negli Stati Uniti.